# Olulis absimilis
Olulis absimilis är en fjärilsart som beskrevs av George Francis Hampson 1898. Olulis absimilis ingår i släktet Olulis och familjen nattflyn. Inga underarter finns listade i Catalogue of Life.